# Мабела, Зимаса
Лейтенант Зимаса Мабела (род. 1970-е, Lady Frere, Восточно-Капская провинция) — офицер ВМС ЮАР, первая чернокожая женщина, назначенная командиром военного корабля. Она приняла командование SAS Umhloti 26 августа 2015 года, сменив командира Брайана Шора. Церемония смены командования состоялась на причале Delta, верфь ВМС ЮАР, в Саймонстауне, ЮАР. У Мабелы двое детей, она вошла в список 100 женщин Би-би-си в 2015 году.

## Ранний период жизни
Зимаса Мабела выросла в деревне Леди Фрер в центре Восточно-Капской провинции и до 18 лет ни разу не видела океан. Она присоединилась к военно-морскому флоту в 1999 году, не закончив своё педагогическое образование.